# Bagheera
Bagheera (лат.) — род аранеоморфных пауков из подсемейства Dendryphantinae в семействе пауков-скакунов (Salticidae).

## Этимология
Научное название рода происходит от имени Багиры, чёрной пантеры из сборника рассказов Редьяра Киплинга «Книга джунглей». Другие роды пауков скакунов носящие по этому же принципу названия: Akela, Messua и Nagaina.

## Виды
- Bagheera kiplingi Peckham & Peckham, 1896 — Мексика, Гватемала
- Bagheera prosper (Peckham & Peckham, 1901) — США, Мексика